# 埃爾貝貝德羅 (托諾西區)
埃爾貝貝德羅（西班牙語：El Bebedero），是巴拿馬的城鎮，位於該國中南部，由洛斯桑托斯省的托諾西區負責管轄，面積116.6平方公里，海拔高度141米，2010年人口1,332，人口密度每平方公里11.4人。